# 赫里茲內 (扎波羅熱區)
赫里茲內（烏克蘭語：Грізне），是烏克蘭東南部扎波羅熱州扎波羅熱區维利尼扬斯克市镇内的村落。始建於1898年，面積0.81平方公里，2001年人口131，人口密度每平方公里160.9人。